# Guerra búlgaro-serbia (839-842)
La Guerra búlgaro-serbia de 839-842, fue un conflicto entre el Kanato de Bulgaria y el Principado de Serbia. Fue la primera guerra de las Guerras búlgaro-serbias.

## Preludio

Campañas y conquistas de Presian.

Según De Administrando Imperio (obra del emperador bizantino Constantino VII), los serbios y búlgaros habían vivido pacíficamente como vecinos hasta la invasión búlgara en 839 (en los últimos años del emperador Teófilo). Se desconoce exactamente que provocó a la guerra,  ya que el Constantino VII no ofrece ninguna respuesta clara; si fue el resultado de las relaciones búlgaro-serbias, es decir, la conquista búlgara hacia el sureste, o como resultado de la rivalidad bizantino-búlgara, en el cual Serbia estaba en el lado de los bizantinos como un aliado imperial. Fue poco probable que el emperador tomara parte en ella; ya que estaba en guerra con los árabes, pero pudiendo haber utilizado a los serbios para expulsar a los búlgaros de Macedonia occidental, lo que beneficiaría a ambos. Según John B. Bury, esta alianza podría explicar la causa de la acción búlgara. Vasil Zlatarski asume que el emperador ofreció a cambio la total independencia serbia.

## Guerra
Según Constantino, los búlgaros querían continuar su conquista de las tierras eslavas y obligar a los serbios a someterse. El kan Presian lanzó una invasión al territorio serbio en 839, lo que llevó a una guerra que duró tres años, en los que los serbios resultaron victoriosos. El ejército búlgaro fue duramente derrotado y perdió muchos hombres. Presian no consiguió ganancias territoriales y fue expulsado por el ejército de Vlastimir. Los serbios se mantenían en sus bosques de difícil acceso y quebradas, y sabían cómo luchar en las montañas. La guerra terminó con la muerte de Teófilo en 842, que liberó a Vlastimir de sus obligaciones para con el Imperio bizantino.
Según Tibor Živković, es posible que el ataque búlgaro se produjera después de la fallida invasión del valle de Struma y Nestos en 846: Presian pudo haber reunir su ejército y se dirigió a Serbia, y Vlastimir pudo haber participado en las guerras búlgaro-bizantinas, lo que significaría que Presian respondía a un involucramiento directo de Serbia.
La derrota de los búlgaros, que se habían convertido en una de las mayores potencias en el siglo ix demostró que Serbia era un estado organizado, completamente capaz de defender sus fronteras; con un alto marco de organización militar y administrativa para presentar una efectiva resistencia.

## Consecuencias
Poco después de 846, con el fin de la paz de treinta años establecido por el tratado bizantio-búlgaro de 815, Presian y su primer ministro Isbul invadieron las regiones del Struma y el Nestos, y la emperatriz regente Teodora (la esposa de Teófilo) respondieron atacando el territorio tracio de Bulgaria. Una breve paz llegó a su fin, luego Presian procedió a invadir Macedonia y, finalmente, la mayor parte de la región, incluyendo la ciudad de Filipos, fue incorporada a Bulgaria. Los búlgaros también impusieron su dominio en la región del Morava, la región fronteriza entre Serbia y Bulgaria.